# Pyrenestes ostrinus
La estrilda piquigorda ventrinegra o pinzón casca nueces de vientre negro (Pyrenestes ostrinus) es una especie de paseriforme de la familia Estrildidae nativa de África. Tiene una distribución global estimada de 4 500 000 km².

## Distribución geográfica
Se distribuye por Angola, Benín, Camerún, República Centroafricana, la República del Congo, la República Democrática del Congo, Costa de Marfil, Guinea Ecuatorial, Gabón, Ghana, Kenia, Nigeria, Sudán del Sur, Tanzania, Togo, Uganda y Zambia. El estado de la especie está evaluado como de preocupación menor.